# Osztrák zeneszerzők listája
Ez a lista az osztrák zeneszerzőket sorolja fel.
| Ábécé szerinti tartalomjegyzék                      |
| --------------------------------------------------- |
| A B C D E F G H I J K L M N O P Q R S T U V W X Y Z |

## A
- Johann Georg Albrechtsberger

## B
- Ralph Benatzky
- Alban Berg
- Anton Bruckner

## C
- Carl Czerny

## D
- Carl Ditters von Dittersdorf
- Nico Dostal

## F
- Leo Fall

## H
- Johann Michael Haydn
- Joseph Haydn
- Anton Heiler

## K
- Christian Kolonovits
- Erich Wolfgang Korngold
- Georg Kreisler
- Ernst Krenek

## L
- Joseph Lanner

## M
- Gustav Mahler
- Carl Millöcker
- Wolfgang Amadeus Mozart

## N
- Sigismund von Neukomm
- Olga Neuwirth

## P
- Werner Pirchner

## S
- Franz Schmidt
- Arnold Schönberg
- Franz Schubert
- Robert Stolz
- Richard Strauss
- Johann Strauß (id.)
- Johann Strauß (ifj.)
- Oscar Straus
- Franz von Suppé

## W
- Anton Webern

## Z
- Mia Zabelka
- Carl Zeller
- Alexander von Zemlinsky
- Carl Michael Ziehrer